# Famille Salamon
Pour les articles homonymes, voir Salamon.
La famille Salamon, également Salomon ou Salomoni, est une famille patricienne de Venise, l'une des plus anciennes.

## Patronyme
L'ancien nom de la famille est Barbolano (ou Centranico),.
Les variantes "Salomon" et "Salomoni", par rapport à la forme originale "Salamon", sont peut-être dues à la similitude avec le nom du roi biblique Salomon.[réf. nécessaire]

## Histoire
Les origines des Salamon sont incertaines : pour d'aucuns originaire de Palerme, pour d'autres provenant de Salerno, voire de Cesena.
Elle serait arrivée à Venise en 715 après une période passée à Torcello. Ils auraient été parmi les électeurs du premier doge, bien que la famille ne soit pas décrite comme apostolique.[réf. nécessaire]
Le premier à assumer le nom de famille Salamon aurait été le doge Pietro Centranico, élu en 1026 et déposé peu après,. Le 1er membre historiquement vérifié est un certain Vitale, qui souscrivit en 1152 à la construction du Campanile de Saint-Marc. Ils appartiennent à la noblesse dès la clôture du Maggior Consiglio en 1297. Impliqué dans les commerces, une branche s'établit en Candie.
De nombreux membres de la famille, en particulier au XVIe siècle, occupaient le poste de podestà (c'est-à-dire maire) au nom de la Serenissima dans certaines villes sous domination vénitienne, notamment Trévise, Vicence, Bergame, Crema, Pula, Poreč et Koper.[réf. nécessaire]
La famille construisit le couvent et l'église de Santa Marta (it), à Venise.[réf. nécessaire]
Selon Vigneul-Marville, un Marco Salamon (Marco de Salomon), noble vénitien, aurait été envoyé comme ambassadeur auprès du prince de Galles à Bordeaux et s'y serait marié avec une dame, Marie de Rocque (Marie de Roque): sa postérité aurait subsisté jusqu'à s'éteindre avec François-Henri Salomon de Virelade.

## Armes

Armes des Salamon.

Les armes de la famille se blasonnent ainsi : fuselé d'argent et de gueules posé en bande.[réf. nécessaire]

## Personnalités
- Pietro Centranico Barbolano (XIe siècle), 28e doge de la république de Venise.
- Vitale Salamon (XIIe siècle), souscripteur de la construction du Campanile de Saint-Marc.
- Giacomo Salomoni (XIIIe siècle), frère dominicain, béatifié par l'Église catholique.
- Zaccaria Salamon (XVIe siècle), gouverneur vénitien de Kotor.
- Nicolò Salamon (XVIe siècle), gouverneur vénitien en Istrie.
- Giovanni Salamon (it) (XVIIe siècle), sénateur de la république de Venise.
- Michiel Angelo Salamon (it) (XVIIe siècle), docteur de la république de Venise.
- Caterina Dolfin (it) (XVIIIe siècle), poétesse vénitienne, fille de Donata Salamon et descendant de la noble famille Dolfin.
- Pier Luigi Bembo Salamon (it) (XIXe siècle), sénateur du royaume d'Italie et maire de Venise, descendant de la noble famille Bembo.

## Demeures
- Palais Salamon, à Cannaregio, Venise.
- Palais Salamon, à Gračišće, Croatie.
- Palais Salamon, à Gorgo al Monticano, Trévise.

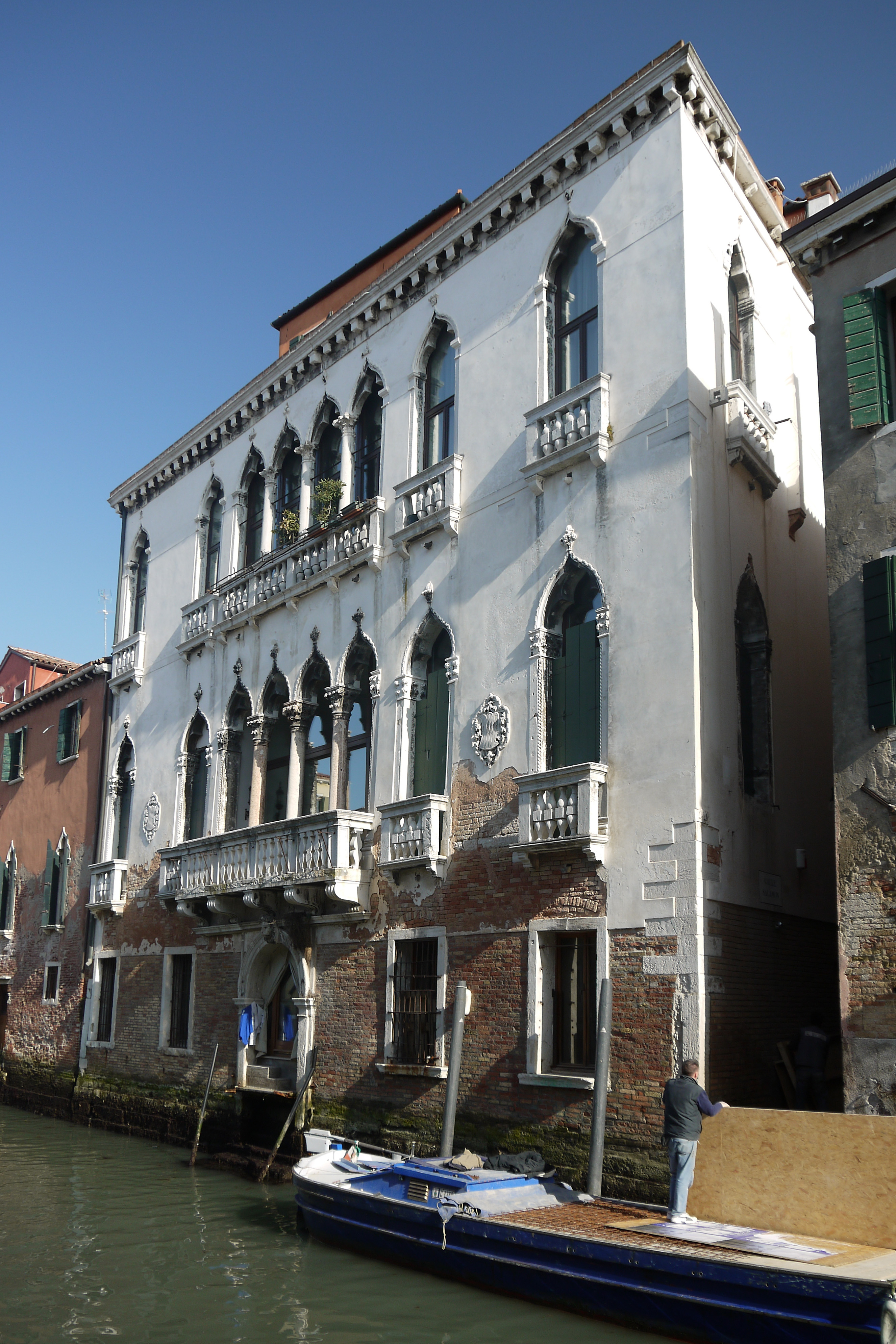
Palais Salamon (XVe siècle), Venise

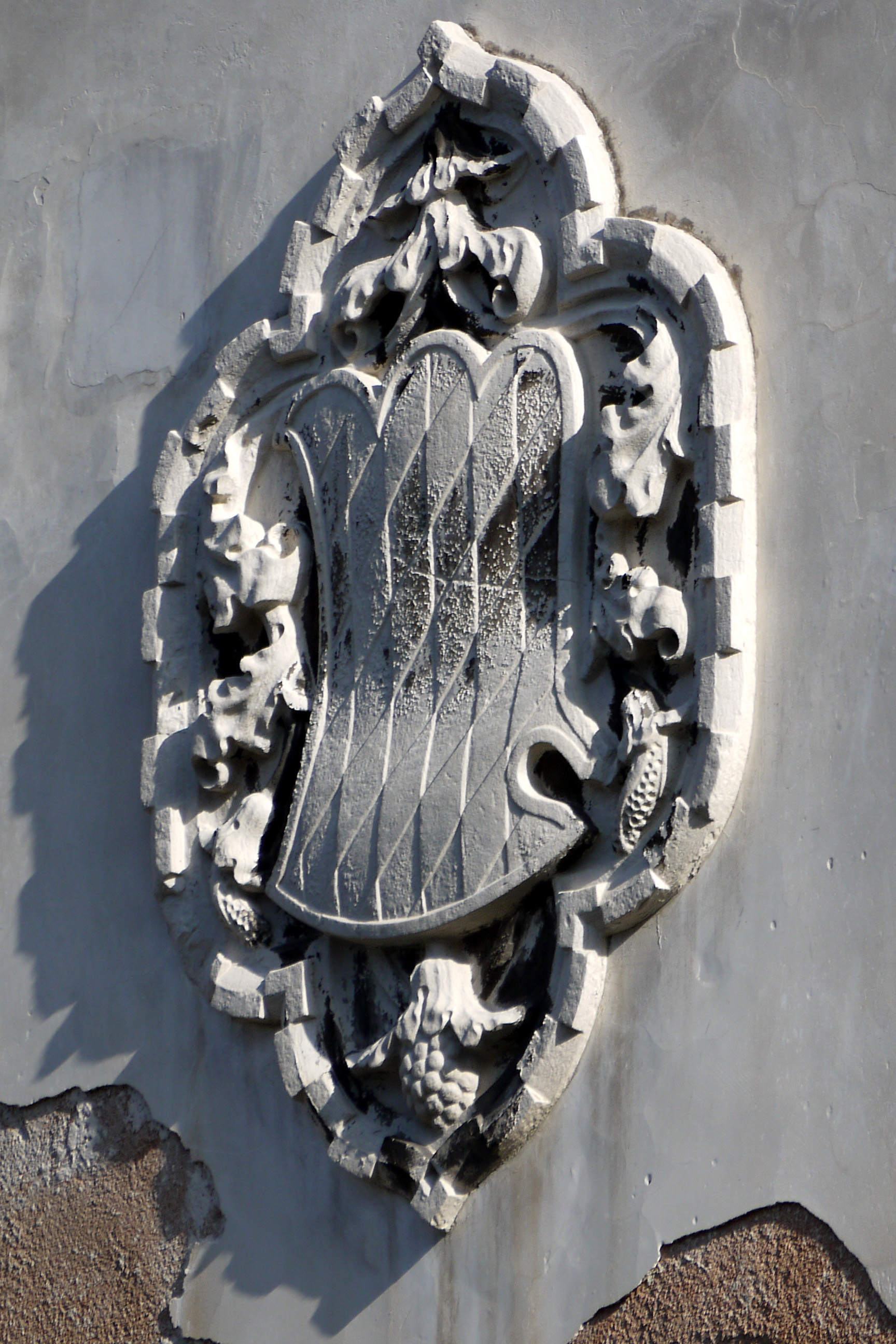
Armoiries de la famille Salamon